# プラタープ・シング (マラーター王)
プラタープ・シング（Pratap Singh, 1793年1月23日 - 1847年10月14日）は、インドのデカン地方、マラーター王国及びサーターラー藩王国の君主（在位：1808年 - 1839年）。

## 生涯
1793年1月23日、マラーター王シャーフー2世の息子とした生まれた。
1808年5月3日、シャーフー2世は死亡し、息子のプラタープ・シングが王位を継承した。
1818年6月、マラーター王国宰相バージー・ラーオ2世が第三次マラーター戦争でイギリスに降伏し、宰相政権が消滅したのち、マラーター王国はサーターラー藩王国として存続を許され、プラタープ・シングは藩王となった。
1839年9月5日、プラタープ・シングはポルトガルと陰謀を企てたとして、イギリスによって廃位され、年金受給者としてヴァーラーナシーへと追放された。
1847年10月14日、プラタープ・シングはヴァーラーナシーで没した。